# البطولة الوطنية للرأس الأخضر 2002
البطولة الوطنية للرأس الأخضر 2002 (بالبرتغالية: Campeonato Cabo-Verdiano de Futebol de 2002) هو الموسم 23 من البطولة الوطنية للرأس الأخضر. كان عدد الأندية المشاركة فيه 9، وفاز فيه Sporting Clube da Praia ‏.